# Alfredo Santos
Alfredo M. Santos (Manilla, 13 juli 1905 – 7 februari 1990) was een Filipijns generaal en commandant van de Filipijnse strijdkrachten 1962 tot 1965. Santos was de eerste Filipijnse viersterren generaal.

## Biografie
Alfredo Santos werd geboren op 13 juli 1905 in Santa Cruz in de Filipijnse hoofdstad Manilla. Hij was het zevende kind van veertien van Fructoso L. Santos en Agatona J. Manapat. Na zijn middelbare schoolopleiding van Manilla North High School voltooide hij in 1931 een Bachelor of Science civiele techniek aan Mapúa Institute of Technology. Ook slaagde hij als beste van zijn lichting voor de ROTC-opleiding aan de University of the Philippines.
Hij diende in de Tweede Wereldoorlog en vocht daarin onder meer in de Slag om Bataan en de bevrijding van de Filipijnen in 1944 en 1945. Hij maakte in de loop der tijd carrière in het Filipijnse leger en maakte naam in de strijd tegen de communistische Hukbalahap (Huks). Hij was verantwoordelijk voor het gevangennemen van Guillermo Capadocia (in 1951) en Mariano Balgos (in 1954), twee oprichters van de Huks. Hij werd daarop in 1955 werd onderscheiden met een Legioen van Eer. Op 1 augustus 1960 werd Santos benoemd tot commandant van het Filipijnse leger. Twee jaar later werd hij door president Diosdado Macapagal aangesteld als commandant van de Filipijnse strijdkrachten (Armed Forces of the Philippines). Hij bekleedde deze positie van 1 september 1962 tot 12 juli 1965.
Santos overleed in 1990 op 84-jarige leeftijd. Hij was getrouwd met Elisa Baltazar en kreeg met haar twee zonen en twee dochters. Santos werd begraven op het Libingan ng mga Bayani (begraafplaats voor helden).